# Список военных камуфляжных рисунков
Список военных камуфляжных рисунков, используемых для боевого обмундирования различных стран и подразделений, а также военных организаций. Показаны только текстильные узоры (текущие и устаревшие модели).
Список может включать вооруженные, военизированные, полицейские, пожарные, поисково-спасательные, охранные, противоповстанческие/контртеррористические и другие силовые структуры и экстренные службы. Список не включает в себя камуфляжи, используемые только в гражданских целях (охота, рыбалка).

## Рисунки
| Название | Вариант | Рисунок | Фото                                   | Создание     | Использование | Комментарий |
| --- | --- | ------- | -------------------------------------- | ------------ | --- | --- |
| Airman Battle Uniform (ABU)                                                                                             | Airman Battle Uniform (ABU)                                                                                             |         |                                        | 2008         | ВВС США и его вспомогательным гражданским воздушным патрулем, ВВС Доминикана и ВВС Египта | |
| Alpine Tundra Pattern                                                                                                   | Alpine Tundra Pattern                                                                                                   |         |                                        |              | Франция | Его обычно носят альпийские охотники 27-й горнострелковой бригады и других горных подразделений. Был разработан Terräng — MP-Sec France. Французские вооруженные силы искали зимний камуфляж для участия в ISAF в Афганистане.                                                                                    |
| AOR-1 (NWU Type II) | AOR-1 (NWU Type II) |         |                                        | 2008         | Военно-морские силы США, только некоторые специализированные подразделения. | |
| AOR-2 (NWU Type III) | AOR-2 (NWU Type III) |         |                                        | 2008         | Военно-морские силы США, специализированные подразделения до 2016 года, по всему флоту после 2016 года | |
| Australian Multicam Camouflage Uniform (AMCU)                                                                           | Australian Multicam Camouflage Uniform (AMCU)                                                                           |         |                                        | 2014         | Австралия | |
| A-TACS | AT-X |         |                                        |              | Перуанские морские пехотинцы, Гаитянская национальная полиция | Появился в ходе разработки США по теме «Скорпион». Нелицензированная копия используются Российской Федерацией под названием «Мох» |
| A-TACS | AU |         |                                        |              | Перуанские морские пехотинцы, Гаитянская национальная полиция | Появился в ходе разработки США по теме «Скорпион». Нелицензированная копия используются Российской Федерацией под названием «Мох» |
| A-TACS | AU-X |         |                                        |              | Перуанские морские пехотинцы, Гаитянская национальная полиция | Появился в ходе разработки США по теме «Скорпион». Нелицензированная копия используются Российской Федерацией под названием «Мох» |
| A-TACS | FG |         |                                        |              | Перуанские морские пехотинцы, Гаитянская национальная полиция | Появился в ходе разработки США по теме «Скорпион». Нелицензированная копия используются Российской Федерацией под названием «Мох» |
| A-TACS | FG-X |         |                                        |              | Перуанские морские пехотинцы, Гаитянская национальная полиция | Появился в ходе разработки США по теме «Скорпион». Нелицензированная копия используются Российской Федерацией под названием «Мох» |
| A-TACS | Ghost |         |                                        |              | Перуанские морские пехотинцы, Гаитянская национальная полиция | Появился в ходе разработки США по теме «Скорпион». Нелицензированная копия используются Российской Федерацией под названием «Мох» |
| A-TACS | iX |         |                                        |              | Перуанские морские пехотинцы, Гаитянская национальная полиция | Появился в ходе разработки США по теме «Скорпион». Нелицензированная копия используются Российской Федерацией под названием «Мох» |
| A-TACS | LE |         |                                        |              | Перуанские морские пехотинцы, Гаитянская национальная полиция | Появился в ходе разработки США по теме «Скорпион». Нелицензированная копия используются Российской Федерацией под названием «Мох» |
| A-TACS | LE-X |         |                                        |              | Перуанские морские пехотинцы, Гаитянская национальная полиция | Появился в ходе разработки США по теме «Скорпион». Нелицензированная копия используются Российской Федерацией под названием «Мох» |
| Brushstroke (Denison camo)                                                                                              | Brushstroke (Denison camo)                                                                                              |         |                                        |              | | Создан в Британии и использовался на вооружении различных стран мира до 1960 года. Изображает разнонаправленные мазки широкой кисти по основе цвета хаки. Использовался в основном в тропических и азиатских странах. Стал основой для «мазковых» камуфляжей ящерица, тигр, витязь.                               |
| Bundeswehr Tropentarn (3-Farb-Tarndruck)                                                                                | Bundeswehr Tropentarn (3-Farb-Tarndruck)                                                                                |         |                                        | 1993         | Бундесвер: тропическая полевая форма для пустынных и полузасушливых регионов (армия и ВВС) | |
| Camouflage Centrale Europe (ССЕ)                                                                                        | Camouflage Centrale Europe (ССЕ)                                                                                        |         |                                        | 1991         | Франция, Австрия | |
| Canadian Disruptive Pattern (CADPAT)                                                                                    | Canadian Disruptive Pattern (CADPAT)                                                                                    |         |                                        | 2002         | Канада | |
| Disruptive Pattern Material (DPM)                                                                                       | Woodland (95) |         |                                        | 1995         | Великобритания, показан DPM-95. Заменил схожий 1960 года рисунок DPM, принятый на вооружение в 1968. Заменён Multi-Terrain Pattern. Исландия, Индонезия, Нидерланды, Новая Зеландия, Филиппины, Россия, Йемен. | Выпускается в России под названиями «Смог» и «Кукла» |
| Disruptive Pattern Material (DPM)                                                                                       | (городской) |         |                                        |              | Великобритания, показан DPM-95. Заменил схожий 1960 года рисунок DPM, принятый на вооружение в 1968. Заменён Multi-Terrain Pattern. Исландия, Индонезия, Нидерланды, Новая Зеландия, Филиппины, Россия, Йемен. | Выпускается в России под названиями «Смог» и «Кукла» |
| Disruptive Pattern Material (DPM)                                                                                       | Desert (DDPM) четырёхцветный                                                                                            |         |                                        | 1980-е       | Великобритания, показан DPM-95. Заменил схожий 1960 года рисунок DPM, принятый на вооружение в 1968. Заменён Multi-Terrain Pattern. Исландия, Индонезия, Нидерланды, Новая Зеландия, Филиппины, Россия, Йемен. | Выпускается в России под названиями «Смог» и «Кукла» |
| Disruptive Pattern Material (DPM)                                                                                       | Desert (DDPM) двухцветный                                                                                               |         |                                        | 1991         | Великобритания, показан DPM-95. Заменил схожий 1960 года рисунок DPM, принятый на вооружение в 1968. Заменён Multi-Terrain Pattern. Исландия, Индонезия, Нидерланды, Новая Зеландия, Филиппины, Россия, Йемен. | Выпускается в России под названиями «Смог» и «Кукла» |
| Disruptive Pattern Material (DPM)                                                                                       | Tropic |         |                                        |              | Великобритания, показан DPM-95. Заменил схожий 1960 года рисунок DPM, принятый на вооружение в 1968. Заменён Multi-Terrain Pattern. Исландия, Индонезия, Нидерланды, Новая Зеландия, Филиппины, Россия, Йемен. | Выпускается в России под названиями «Смог» и «Кукла» |
| DDR-Russisches Tarnmuster                                                                                               | DDR-Russisches Tarnmuster                                                                                               |         |                                        | 1940-е       | ГДР | Первый камуфляж армии ГДР в «русском стиле». Использовался ориентировочно с 40-х годов до 1958 года. |
| Desert Camouflage Pattern (DCP)                                                                                         | Desert Camouflage Pattern (DCP)                                                                                         |         |                                        | 1980-е       | США (не используется). Используется многими армиями с различными вариациями цветов и рисунков, включая Аргентину, Доминикану, Сальвадор, Кувейт, Нигер, Парагвай, Перу, Китай, Египет, Эритрею, Иран, Ирак, Иорданию, Казахстан, Ливию, Пакистан, Филиппины, Руанду, Саудовскую Аравию, Сомали, Южную Корею, Испанию, ОАЭ, Йемен.                                            | Шестицветный |
| Desert Camouflage Uniform (DCU)                                                                                         | Desert Camouflage Uniform (DCU)                                                                                         |         |                                        | 1991         | США | Трёхцветный |
| Desert Night Camouflage (DNC)                                                                                           | Desert Night Camouflage (DNC)                                                                                           |         |                                        | 1976         | Австралия, Великобритания, США | |
| Disruptive Pattern Camouflage Uniform (DPCU) / Auscam / Jelly bean camo                                                 | Disruptive Pattern Camouflage Uniform (DPCU) / Auscam / Jelly bean camo                                                 |         |                                        | 1986–2017    | Австралийские силы обороны | |
| Engineer Research & Development Laboratories (ERDL) / M1948 / Leaf pattern                                              | зелёный |         |                                        | 1967         | Вооружённые силы Сингапура, Применялся турецкой армией на рубеже 1980–1990-х, и КМП США до начала 1980-х. | |
| Engineer Research & Development Laboratories (ERDL) / M1948 / Leaf pattern                                              | коричневый |         |                                        |              | | |
| Erbsenmuster | Erbsenmuster |         |                                        | 1944         | Германия | |
| M06 ESTDCU (ESTonian Digital Camo Uniform)                                                                              | Лес |         |                                        | 2006         | Силы обороны Эстонии | ESTDCU имеет сходство с CADPAT канадских военных и с MARPAT |
| M06 ESTDCU (ESTonian Digital Camo Uniform)                                                                              | Пустыня |         |                                        |              | Силы обороны Эстонии | ESTDCU имеет сходство с CADPAT канадских военных и с MARPAT |
| Flächentarnmuster (Kartoffelmuster (potato), Blumentarn (flower))                                                       | Flächentarnmuster (Kartoffelmuster (potato), Blumentarn (flower))                                                       |         |                                        | 1956–1967    | Национальная народная армия ГДР | |
| Flecktarn | немецкий |         |                                        | 1990         | Германия, и как минимум 16 вариантов в разных странах. Албания; Бельгия; Китай до 2007; Дания (трёхцветный вариант); Франция; Индия; Япония; Киргизия; Польша; Россия, Греция, Украина. | |
| Flecktarn | |         |                                        | Индия        | | |
| Flecktarn | Flectar-D |         |                                        |              | Россия | |
| Flecktarn | Gepard |         |                                        |              | Польша | |
| Flecktarn | Jeitai |         |                                        |              | Япония | |
| Flecktarn | Jeitai зимний |         |                                        |              | Япония | |
| Flecktarn | Jeitai пустынный |         |                                        |              | Япония | |
| Flecktarn | wz. AT 1 LAMIAK |         |                                        |              | Польша | |
| FrogSkin/Spot (Duckhunter)                                                                                              | FrogSkin/Spot (Duckhunter)                                                                                              |         |                                        | 1942         | США, Турция | Реверсивный: 5-цветный для джунглей с одной стороны, трехцветный для пляжа с другой. Использовался США (прежде всего USMC) во Второй мировой войне. Остался в употреблении USMC в 1960-х годах. Также использовался в Турции до 1980-х годов в разных цветах.                                                     |
| Hungarian camouflage pattern 2015M                                                                                      | Hungarian camouflage pattern 2015M                                                                                      |         |                                        | 2015         | Венгрия | Используется Силами обороны Венгрии |
| HyperStealth Spec4ce | Desert Dune |         |                                        |              | | |
| HyperStealth Spec4ce | Forest |         |                                        | 2009         | Афганская Национальная Армия (с 2010) | |
| HyperStealth Spec4ce | Metro |         |                                        |              | | |
| HyperStealth Spec4ce | Tropical |         |                                        |              | | |
| HyperStealth Spec4ce | Woodland |         |                                        |              | | |
| HyperStealth Spec4ce | Urban |         |                                        |              | | |
| Jigsaw | Jigsaw |         |                                        | 1956         | Бельгия | |
| K17 Woodland | K17 Woodland |         |                                        | 2018         | Вьетнам | |
| Kryptek | Highlander |         |                                        |              | Некоторые ЧВК | |
| Kryptek | Mandrake |         |                                        |              | Некоторые ЧВК | |
| Kryptek | Nomad |         |                                        |              | Некоторые ЧВК | |
| Kryptek | Yeti |         |                                        |              | Некоторые ЧВК | |
| Kryptek | Urban |         |                                        |              | Некоторые ЧВК | |
| Kryptek | Typhon |         |                                        |              | Некоторые ЧВК | |
| Kryptek | Inferno |         |                                        |              | Некоторые ЧВК | |
| Leibermuster | Leibermuster |         |                                        | 1945         | Германия | |
| Lizard | Lizard |         |                                        | 1947         | Франция Много вариантов, с горизонтальными полосами (Чад, Габон, Руанда, Судан, Куба, Конго, Греция) и с вертикальными полосами (Португалия 1963, Египет, Греция, Индия, ливанские палестинцы и Сирия). Камуфляж Tigerstripe является вариантом Lizard. | |
| M/03 (N-Ørkenkamo) | M/03 (N-Ørkenkamo) |         |                                        | 2003         | Норвегия | Создан на базе М/98 для операции в Афганистане. |
| M/75 | M/75 |         |                                        | 1967-1980    | Норвегия | Разработка началась примерно в 1967 году. Окончательная модель была утверждена в 1975 году. Примерно в 1980 году было принято решение произвести ее в камуфляжной схеме. |
| M/98 | M/98 |         |                                        | 1998         | Норвегия | Камуфляж норвежских сил самообороны для лесной местности, в 1998 году заменивший устаревший М/75. От камуфляжной расцветки М/75 отличается, в основном, более яркими цветами пятен. Так же различается форма пятен, но визуально это практически незаметно                                                        |
| M05 | M05 |         |                                        | с 2007       | Финляндия | |
| M84 | M84 |         |                                        | 1984         | Дания; 9 цветовых вариаций. Эстония: Франция; Латвия, Литва, Россия, Швеция; Турция | |
| M90 | F |         |                                        | 1989         | Швеция, Латвия | |
| M90 | K |         |                                        | 2004         | Швеция | Цвета стандартного M90F, представленного для афганской миссии шведских вооруженных сил, были изменены с учетом засушливых условий. |
| M90 | (зимний) |         |                                        |              | Швеция, Нидерланды | Используется Швецией и группой специального назначения Королевской армии Нидерландов Korps Commandotroepen (KCT) |
| Marine Pattern (MARPAT)                                                                                                 | Desert |         |                                        | 2002         | Корпус морской пехоты США (показан пустынный вариант), моряки ВМС США, приписанные к подразделениям морской пехоты, и кадеты КМП. Умеренный вариант использовался грузинской армией в конце 2000-х, но с тех пор был заменён на местный вариант MultiCam. | |
| Marine Pattern (MARPAT)                                                                                                 | Winter |         |                                        |              | Корпус морской пехоты США (показан пустынный вариант), моряки ВМС США, приписанные к подразделениям морской пехоты, и кадеты КМП. Умеренный вариант использовался грузинской армией в конце 2000-х, но с тех пор был заменён на местный вариант MultiCam. | |
| Marine Pattern (MARPAT)                                                                                                 | Woodland |         |                                        |              | Корпус морской пехоты США (показан пустынный вариант), моряки ВМС США, приписанные к подразделениям морской пехоты, и кадеты КМП. Умеренный вариант использовался грузинской армией в конце 2000-х, но с тех пор был заменён на местный вариант MultiCam. | |
| Multi-Environment Pattern                                                                                               | (базовый) |         |                                        | 2024         | Франция | Замена Central Europe и Daguet Desert. Выкройка была разработана Техническим отделом армии. Базовый цвет — использующийся на всех новых французских автомобилях «Brown French Soil» (Brun Terre de France). |
| Multi-Environment Pattern                                                                                               | (зимний) |         |                                        | 2024         | Франция | Замена Alpine Tundra Pattern. Эту модель используют «Альпийские рейнджеры» (Chasseurs Alpins). Он использует тот же узор, что и BME, но с белым фоном, светло-серыми пятнами и небольшими пятнами более темного цвета на основе влажного ствола.                                                                  |
| Multicam (MC) | (базовая) |         |                                        | 2002         | Армия США, Ангола, Бразилия, Австралия, Австрия, Дания, Черногория, Новая Зеландия, Панама, Южная Корея, Таиланд, Боливия, Тунис, ВМС Турции спецподразделения Азербайджана, командование специальными операциями Канады, армия Грузии, и Гаитянская национальная полиция.                                                                                                   | Так же известен как «Scorpion». Паттерн разработан компанией Crye Precision, все права принадлежат ей. |
| Multicam (MC) | Tropic |         |                                        | 2013         | Армия США, Ангола, Бразилия, Австралия, Австрия, Дания, Черногория, Новая Зеландия, Панама, Южная Корея, Таиланд, Боливия, Тунис, ВМС Турции спецподразделения Азербайджана, командование специальными операциями Канады, армия Грузии, и Гаитянская национальная полиция.                                                                                                   | Так же известен как «Scorpion». Паттерн разработан компанией Crye Precision, все права принадлежат ей. |
| Multicam (MC) | Arid |         |                                        | 2013         | Армия США, Ангола, Бразилия, Австралия, Австрия, Дания, Черногория, Новая Зеландия, Панама, Южная Корея, Таиланд, Боливия, Тунис, ВМС Турции спецподразделения Азербайджана, командование специальными операциями Канады, армия Грузии, и Гаитянская национальная полиция.                                                                                                   | Так же известен как «Scorpion». Паттерн разработан компанией Crye Precision, все права принадлежат ей. |
| Multicam (MC) | Alpine |         |                                        | 2013         | Армия США, Ангола, Бразилия, Австралия, Австрия, Дания, Черногория, Новая Зеландия, Панама, Южная Корея, Таиланд, Боливия, Тунис, ВМС Турции спецподразделения Азербайджана, командование специальными операциями Канады, армия Грузии, и Гаитянская национальная полиция.                                                                                                   | Так же известен как «Scorpion». Паттерн разработан компанией Crye Precision, все права принадлежат ей. |
| Multicam (MC) | Black |         |                                        | 2013         | Армия США, Ангола, Бразилия, Австралия, Австрия, Дания, Черногория, Новая Зеландия, Панама, Южная Корея, Таиланд, Боливия, Тунис, ВМС Турции спецподразделения Азербайджана, командование специальными операциями Канады, армия Грузии, и Гаитянская национальная полиция.                                                                                                   | Так же известен как «Scorpion». Паттерн разработан компанией Crye Precision, все права принадлежат ей. |
| Multitarn | Multitarn |         |                                        | 2016         | Бундесвер | |
| Multi-Terrain Pattern (MTP)                                                                                             | Multi-Terrain Pattern (MTP)                                                                                             |         |                                        | 2010         | Британские вооруженные силы | Британский вариант Multicam |
| NFP(Netherlands Fractal Pattern)                                                                                        | NFP-Green |         |                                        | 2014         | Нидерланды | |
| NFP(Netherlands Fractal Pattern)                                                                                        | NFP-Tan |         |                                        | 2014         | Нидерланды | |
| NFP(Netherlands Fractal Pattern)                                                                                        | NFP-Multi |         |                                        | 2014         | Нидерланды | |
| NFP(Netherlands Fractal Pattern)                                                                                        | NFP-Navy |         |                                        | 2014         | Нидерланды | |
| NWU Type I | NWU Type I |         |                                        | 2008–2019    | ВМС США, Морское ополчение штата Нью-Йорк, и кадетский корпус ВМС США. Планируется изъять из ВМС США к 2019 году. | |
| Operational Camouflage Pattern (OCP)                                                                                    | Operational Camouflage Pattern (OCP)                                                                                    |         |                                        | 2015         | США, должен заменить Universal Camouflage Pattern к 2019. Увеличенная, несколько улучшенная версия MultiCam | Так же известен, как «Scorpion W2» |
| Platanenmuster | (летний) |         |                                        | 1937         | Германия | |
| Platanenmuster | (осенний) |         |                                        | 1937         | Германия | |
| Rain pattern | Rain pattern |         |                                        | с 1960       | Страны ОВД: Польша («deszczyk»), Чехословакия («jehličí»), Восточная Германия («Strichtarn»), и Болгария последующее использование: Узбекистан, Казахстан | |
| Rauchtarnmuster | (осень-зима) |         |                                        |              | СС | |
| Rauchtarnmuster | (весна-лето) |         |                                        |              | СС | |
| Rhodesian Brushstroke                                                                                                   | Rhodesian Brushstroke                                                                                                   |         |                                        | 1965–1980    | Родезия | |
| Soldier 2000 | Soldier 2000 |         |                                        | 1994         | Южная Африка | |
| Splittermuster | Splittermuster |         |                                        | 1931         | Германия 1941–1944 (Вермахт, СС) | |
| Tactical Assault Camouflage (TACAM)                                                                                     | Tactical Assault Camouflage (TACAM)                                                                                     |         |                                        | 2004         | Национальный контртеррористический центр США | |
| Tap Forest | Tap Forest |         |                                        |              | Бенин | На основе французского Mle 47/56 TAP |
| TAZ 83 | TAZ 83 |         |                                        | До 1990-х    | Швейцария | Чёрная углеродная краска использовалась для обеспечения слияния контуров солдата в инфракрасном свете |
| TAZ 90 | |         |                                        | 1990-е       | Швейцария | |
| TAZ 90 | TAZ-16/ Multiumfeld-Tarnmuster 16                                                                                       |         |                                        | 2022         | Швейцария | |
| Telo mimetico | Telo mimetico |         |                                        | 1929         | Италия | Для укрытий, а затем для униформы. Самый старый серийный шаблон камуфляжа |
| Tigerstripe | Jungle |         |                                        | с 1969       | Южный Вьетнам, спецподразделения США во Вьетнаме. Основан на рисунке Lizard. Много вариантов. Также использовался Австралией и Новой Зеландией во Вьетнаме. | |
| Tigerstripe | Desert |         |                                        |              | Сингапур | |
| Type 07 | Desert / Arid |         |                                        | 2007         | Китай | |
| Type 07 | Oceanic |         |                                        | 2007         | Китай | |
| Type 07 | OpFor Green |         |                                        | 2007         | Китай | |
| Type 07 | Universal |         |                                        | 2007         | Китай | |
| Type 07 | Urban / Air Force |         |                                        | 2007         | Китай | |
| Type 07 | Woodland / Jungle |         |                                        | 2007         | Китай | |
| Type 87 | Type 87 |         |                                        |              | Китай | |
| Type 97 | Type 97 |         |                                        |              | Китай | |
| Type 99 | Type 99 |         |                                        | 1999         | Китай | |
| Turkish pattern | Turkish pattern |         |                                        | с 2008       | Турция: 5 вариаций, Азербайджан | |
| Universal Camouflage Pattern (UCP) / Army Combat Uniform Pattern (ACUPAT) / Digital Camouflage (digicam)                | Universal Camouflage Pattern (UCP) / Army Combat Uniform Pattern (ACUPAT) / Digital Camouflage (digicam)                |         |                                        | 2005–2014/19 | Армия США, моряки ВМС США, приписанные к армии, гвардия штата Техас, армия Чада, и вооружённые силы Азербайджана. Также ограниченно используется иранскими военными. | |
| US4CES | Woodland |         |                                        | 2015         | Мексиканская морская пехота; США | |
| US4CES | Transitional |         |                                        | 2015         | Мексиканская морская пехота; США | |
| US4CES | Arid |         |                                        | 2015         | Мексиканская морская пехота; США | |
| US4CES | OCIE/PPE |         |                                        | 2015         | Мексиканская морская пехота; США | |
| Vegetata | Vegetata |         |                                        | с 2007       | Италия | |
| Woodland U.S. (M81) | General (Temperate) |         |                                        | 1981         | Основан на ERDL. Используется спецподразделениями ВМС США SEAL, SWCC, MARSOC, Люксембург, армия Азербайджана, корпус морской пехоты Нидерландов, и ВМС Нигерии. Использовался армией Афганистана и мексиканской морской пехотой в 2000-х. Также используется спецподразделениями Молдавии, ВМС Малайзии, армией Малави, и Турцией до середины 2000-х в 3 цветовых вариантах. | |
| Woodland U.S. (M81) | Lowland |         |                                        |              | Основан на ERDL. Используется спецподразделениями ВМС США SEAL, SWCC, MARSOC, Люксембург, армия Азербайджана, корпус морской пехоты Нидерландов, и ВМС Нигерии. Использовался армией Афганистана и мексиканской морской пехотой в 2000-х. Также используется спецподразделениями Молдавии, ВМС Малайзии, армией Малави, и Турцией до середины 2000-х в 3 цветовых вариантах. | |
| Woodland U.S. (M81) | Highland |         |                                        |              | Основан на ERDL. Используется спецподразделениями ВМС США SEAL, SWCC, MARSOC, Люксембург, армия Азербайджана, корпус морской пехоты Нидерландов, и ВМС Нигерии. Использовался армией Афганистана и мексиканской морской пехотой в 2000-х. Также используется спецподразделениями Молдавии, ВМС Малайзии, армией Малави, и Турцией до середины 2000-х в 3 цветовых вариантах. | |
| Woodland U.S. (M81) | Transitional (Delta) |         |                                        |              | Основан на ERDL. Используется спецподразделениями ВМС США SEAL, SWCC, MARSOC, Люксембург, армия Азербайджана, корпус морской пехоты Нидерландов, и ВМС Нигерии. Использовался армией Афганистана и мексиканской морской пехотой в 2000-х. Также используется спецподразделениями Молдавии, ВМС Малайзии, армией Малави, и Турцией до середины 2000-х в 3 цветовых вариантах. | |
| wz. 68 Moro | wz. 68 Moro |         |                                        | 1969–1989    | Польша | 6 цветовых вариантов. |
| wz. 89 Puma | wz. 89 Puma |         |                                        | 1989–1993    | Польша | |
| wz. 93 Pantera | (зелёный) |         |                                        | 1993         | Польша | |
| wz. 93 Pantera | (пустынный) |         |                                        |              | | |
| Xingkong | Xingkong |         |                                        | 2019         | Народно-освободительная армия Китая | Камуфляж Xingkong используется в сериях униформы Type 19 и Type 21 |
| Амёба | Амёба |         |                                        | 1935         | СССР | |
| Бутан | А |         | Soviet soldiers in jacket from 'Butan' | 1984         | Страны бывшего СССР | Из-за падения качества производства встречается много вариаций оттенков и рисунков |
| Бутан | Б |         |                                        | 1984         | Страны бывшего СССР | Из-за падения качества производства встречается много вариаций оттенков и рисунков |
| Бутан | (песчаный) |         |                                        | 1990         | Страны бывшего СССР | Из-за падения качества производства встречается много вариаций оттенков и рисунков |
| Бутан | Дубок / Украинский бутан                                                                                                |         |                                        | 1993         | Украина | Рисунок позаимствован с советского Бутана Б |
| Бутан | Приднестровский вариант                                                                                                 |         |                                        | 1991         | Приднестровье | |
| Бутан | Эстонский вариант |         | Estonian butan with est flag           |              | Эстония | |
| Витязь / Камыш | (лето) |         |                                        |              | | Разработан для войск МВД специального назначения |
| Витязь / Камыш | (зима) |         |                                        |              | | Разработан для войск МВД специального назначения |
| ВСР-93 Барвиха / Вертикалка                                                                                             | ВСР-93 Барвиха / Вертикалка                                                                                             |         |                                        | 1993         | Россия | |
| ВСР-98 Флора | ВСР-98 Флора |         |                                        | 1998         | Россия | |
| Дубок | (базовый) |         |                                        | 1996         | Украина (до 2014) | Создан на основе камуфляжа «Бутан». Встречаются разные оттенки |
| Дубок | П, пустынный, D-UA (Desert-UA)                                                                                          |         |                                        | 1996         | Украина | Создан на основе камуфляжа «Бутан». Использовалась украинскими миротворцами в Ираке и Афганистане. Название неофициальное |
| Единая маскировочная расцветка (ЕМР) / Тёмный / Цифровая флора / Космос /Русская цифра / Руспат / Русский пиксель / ЗДУ | Единая маскировочная расцветка (ЕМР) / Тёмный / Цифровая флора / Космос /Русская цифра / Руспат / Русский пиксель / ЗДУ |         |                                        |              | Россия | |
| Жаба | Полевая |         |                                        |              | СБ Украины, Морская пехота Украины | |
| Жаба | Степная |         |                                        |              | СБ Украины, Морская пехота Украины | |
| КЗМ-П / Пальма, вид 2 / Берёзка / Солнечный зайчик / Пограничник                                                        | Золотой лист |         |                                        | 1957         | СССР/Россия | |
| КЗМ-П / Пальма, вид 2 / Берёзка / Солнечный зайчик / Пограничник                                                        | Серебряный лист |         |                                        | 1957         | СССР/Россия | |
| Лиственный лес | Лиственный лес |         |                                        | 1942         | СССР | |
| ММ-14 / Украинский пиксель                                                                                              | (бежевый) |         |                                        | 2014, 2015   | ВС Украины | Принят на замену камуфляжа «Дубок» |
| ММ-14 / Украинский пиксель                                                                                              | (зеленый) |         |                                        |              | Украина (пограничники) | |
| ММ-16 Ф / Украинский морской пиксель                                                                                    | ММ-16 Ф / Украинский морской пиксель                                                                                    |         |                                        | 2017         | ВМС Украины | Создан на базе ММ-14 |
| Пальма | Лето |         |                                        | 1944         | СССР | |
| Пальма | Осень |         |                                        | 1944         | СССР | |
| Пальма | Зима |         |                                        | 1944         | СССР | |
| Пальма | Весна |         |                                        | 1944         | СССР | |
| Подлесок | Подлесок |         |                                        | 1990-е       | МВД РФ | Создан в НПО «Спецматериалы»как альтернатива ВСР-93 для принятия на снабжение МВД. При создании учитывалось, что вертикальные полосы визуально увеличивают рост человека, что является актуальным для МВД, т.к. сотрудник в подобной форме оказывает дополнительное психологическое воздействие на задерживаемых. |
| Растровый подлесок / Растр / Фазан                                                                                      | Растровый подлесок / Растр / Фазан                                                                                      |         |                                        |              | МВД РФ | Создан в НПО «Спецматериалы» как улучшенный «Подлесок». Представляет собой первый в практике создания камуфляжных расцветок «двухчастотный» камуфляж |
| Серый камыш | Серый камыш |         |                                        |              | Россия | Применяется охранными структурами |
| Спектр | Лето |         |                                        | 2010         | ЛНР, ДНР, силовые структуры России | Разработан для средней полосы России |
| Спектр | СКВО |         |                                        | 2010         | ЛНР, ДНР, силовые структуры России | Разработан для подразделений ФСБ России, которые работают в северокавказском регионе (СКВО — «Северо-Кавказский военный округ») |
| Сумрак | Сумрак |         |                                        |              | Россия (неофициально) | Изначально создавался как охотничий, предназначался под весьма узкие условия: каменистая поверхность с порослями мха, утреннее и вечернее время суток. |
| Сурпат | Сурпат |         |                                        |              | Россия (неофициально) | Разработан российской компанией «Survival Corps» по заказу сотрудников подразделений СпН. Представляет собой адаптацию американской «паттерной» схемы под российские условия |